# Wiesław Puchalski
Wiesław Puchalski (ur. 16 lutego 1957) – polski lekkoatleta, sprinter, medalista halowych mistrzostw Europy seniorów i mistrzostw Europy juniorów na otwartym stadionie.

## Kariera sportowa
Był zawodnikiem Floty Gdynia.
Swoje największe sukcesy odniósł w 1975. Na halowych mistrzostwach Europy seniorów zdobył srebrny medal w sztafecie 4 x 2 okrążenia (z Jerzym Włodarczykiem, Romanem Siedleckim i Wojciechem Romanowskim). Na mistrzostwach Europy juniorów na otwartym stadionie wywalczył brązowy medal w sztafecie 4 x 400 metrów, z wynikiem 3,09,7 (z Henrykiem Galantem, Edwardem Antczakiem i Markiem Jakubczykiem).
Był halowym mistrzem Polski juniorów w biegu na 400 metrów w 1974 i 1975 oraz mistrzem Polski juniorów na otwartym stadionie w biegu na 400 metrów w 1974. Nigdy nie był nawet finalistą mistrzostw Polski seniorów na otwartym stadionie, natomiast na halowych mistrzostwach Polski seniorów biegł raz w finale, zajmując 4. miejsce w biegu na 400 metrów w 1975.
Rekord życiowy na 400 metrów: 47,74 (24.08.1974).